# Isanti County
Isanti County er et county i den amerikanske delstat Minnesota. Amtet ligger i den centrale del af delstaten og grænser op til Kanabec County i nord, Pine County i nordøst, Chisago County i øst, Anoka County i syd, Sherburne County i sydvest og mod Mille Lacs County i nordvest.
Isanti Countys totale areal er 1 170 km² hvoraf 33 km² er vand. I 2000 havde amtet 31.287 indbyggere. Amtets administration ligger i byen Cambridge.
45°34′N 93°17′V / 45.56°N 93.29°V